# Botewgrad (gmina)
Botewgrad (bułg. Община Ботевград) – gmina w zachodniej Bułgarii, w obwodzie sofijskim.

## Miejscowości
Miejscowości w gminie Botewgrad:
- Botewgrad (bułg.: Ботевград) − siedziba gminy,
- Bożenica (bułg.: Боженица),
- Ełowdoł (bułg.: Еловдол),
- Gurkowo (bułg.: Гурково),
- Kraewo (bułg.: Краево),
- Lipnica (bułg.: Липница),
- Litakowo (bułg.: Литаково),
- Nowaczene (bułg.: Новачене),
- Radotina (bułg.: Радотина),
- Raszkowo (bułg.: Рашково),
- Skrawena (bułg.: Скравена),
- Trudowec (bułg.: Трудовец),
- Wraczesz (bułg.: Врачеш).